# Amaloxestis astringens
Amaloxestis astringens là một loài bướm đêm thuộc họ Lecithoceridae. Loài này được László Anthony Gozmány mô tả năm 1973. Loài này có ở Nepal.